# Секст Аппулей
Секст Аппулей (лат. Sextus Appuleius; 62 до н. е. — після 8 до н. е.) — політичний та військовий діяч Римської республіки та Римської імперії, консул-суфект 29 року до н. е.

## Біографія
Походив з впливового плебейського роду Аппулеїв. Син Секста Аппулея, претора і квестора та Октавії Старшої, сестри римського імператора Октавіана Августа. Про молоді роки його мало відомостей.
У 29 році до н. е. його було обрано консулом-суфектом. Після цього з 28 до 26 року до н. е. був проконсулом у римській провінції Ближній Іспанії. Тоді ж увійшов до колегії авгурів. Під час свого проконсульства здобув перемоги над іберами, а в 26 році до н. е. відсвяткував тріумф. У 23—22 роках до н. е. Секст Аппулей був проконсулом у провінції Азія. У 8 році до н. е. призначений легатом імператора у провінції Іллірик. Ймовірно під час виконання цих обов'язків Аппулей й сконав.

## Родина
Дружина — Квінтілія
Діти:
- Аппулея Варіла
- Секст Аппулей, консул 14 року н. е.